# Барабанщик из Тедуорта

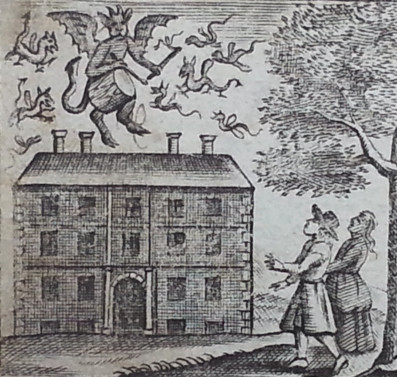
Иллюстрация из книги «Триумф саддукеев» Д. Гленвилла к рассказу о барабанщике из Тедуорта Saducismus Triumphatus (1700).

Барабанщик из Тедуорта – уличный музыкант по имени Уильям Друри, который якобы был причиной паранормальных явлений в доме судьи Джона Момпессона. История о барабанщике из Тедуорта стала одним из первых задокументированных рассказов о полтергейсте.

## События в Тедуорте
В марте 1662 года мировой судья Джон Момпессон из города Тедуорт в графстве Уилтшир распорядился арестовать уличного барабанщика Уильяма Друри, который попрошайничал, используя поддельную лицензию. Позднее музыканта отпустили, но его барабан был конфискован. После этого на протяжении года в доме судьи происходили странные события – домочадцы Момпессона начали слышать барабанную дробь и другие шумы, ощущали запах серы, наблюдали, как предметы двигаются сами по себе.
Позднее Друри был арестован в Глостере за кражу двух свиней и приговорен к отправке в Америку, но сбежал в Уилтшир, где купил себе новый барабан. Момпессон добился его повторного ареста, обвинив Друри в колдовстве. Однако суд в Солсбери, рассмотрев доказательства, признал барабанщика невиновным. Тем не менее, Друри не был отпущен, а вновь доставлен в Глостер, где его опять приговорили к каторге за кражу, после чего он предположительно отбыл в Новый свет, а паранормальные явления в доме Момпессона прекратились.    

## Восприятие инцидента в массовой культуре
История о барабанщике из Тедуорта стала широко известна благодаря сочинению «Триумф саддукеев» Джозефа Гленвилла, в котором тот отстаивал существование колдовства и различных сверхъестественных сил. Джозеф Аддисон посвятил событиям в Тедуорте пьесу «Барабанщик, или дом с привидениями» (The Drummer, or, The Haunted House). Письма с рассказами о таинственном барабанном бое, сочиненные по мотивам истории о барабанщике из Тедуорта, публиковались в газете Pennsylvania Gazette, выпускавшейся Бенджамином Франклином.